# Radnevo
Radnevo (bulgariska: Раднево) är en ort i Bulgarien.   Den ligger i kommunen Obsjtina Radnevo och regionen Stara Zagora, i den centrala delen av landet, 220 km öster om huvudstaden Sofia. Radnevo ligger 116 meter över havet och antalet invånare är 14 667.
Terrängen runt Radnevo är platt. Radnevo är det största samhället i trakten.
Trakten runt Radnevo består till största delen av jordbruksmark. Runt Radnevo är det ganska glesbefolkat, med 43 invånare per kvadratkilometer.